# عدد ادینگتون

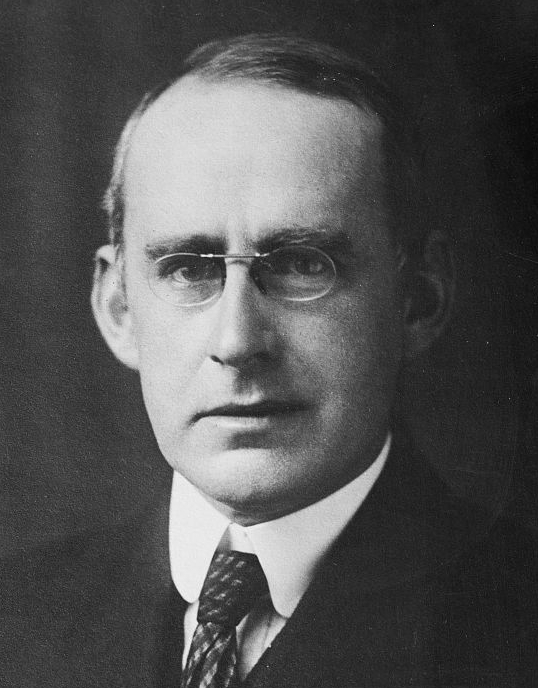
آرتور استنلی ادینگتون (۱۸۸۲–۱۹۴۴)

در اخترفیزیک، عدد ادینگتون ،انگلیسی: Eddington number NEdd، تعداد پروتون‌های موجود در جهان قابل مشاهده است. این اصطلاح به نام اخترفیزیکدان بریتانیایی آرتور ادینگتون نام‌گذاری شده‌است، که در سال ۱۹۳۸ نخستین کسی بود که مقدار NEdd را پیشنهاد کرد و توضیح داد که چرا این عدد ممکن است برای کیهان‌شناسی فیزیکی و مبانی فیزیک مهم باشد.

## تاریخچه
ادینگتون باور داشت که عدد ثابت ساختار ریز، (α)، را می‌توان با قیاس خالص آن حاصل نتیجه‌گیری کرد. او α را عدد ادینگتون، که تخمین او از تعداد پروتون‌ها در جهان بود، مرتبط دانست. [۱] این باور باعث شد تا وی در سال ۱۹۲۹ به این نتیجه رسید که α دقیقاً 1/137. است. سایر فیزیکدانان این حدس را قبول نکردند و استدلال او را نپذیرفتند.